# Carol M. Browner

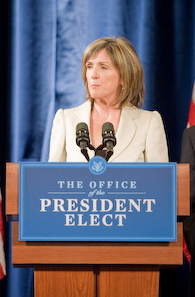
Carol M. Browner (2008)

Carol Martha Browner (* 16. Dezember 1955 in Miami) ist eine US-amerikanische Politikerin der Demokratischen Partei mit Tätigkeitsschwerpunkt im Bereich der Umwelt- und Energiepolitik. Sie war von 2009 bis 2011 als Leiterin des Office of Energy and Climate Change Policy Beraterin für Klima und Energie des US-Präsidenten Barack Obama.

## Leben und Wirken
Nach einem Abschluss in Englisch und Jura an der University of Florida betätigte sich Browner zunächst in der Umweltpolitik des Staates Florida; unter anderem war sie von 1991 bis 1993 Leiterin der dortigen Umweltschutzbehörde. Aus erster Ehe hat Browner einen Sohn, geboren 1987, namens Zachary.
Unter Präsident Bill Clinton war sie von 1993 bis 2001 Leiterin der nationalen US-Umweltschutzbehörde und galt als Vertraute des als Umwelt- und Klimaschützer bekannten Vizepräsidenten Al Gore.
Nach dem Ende von Clintons Präsidentschaft war Browner in einem von der Ex-US-Außenministerin Madeleine Albright gegründeten Beratungsunternehmen tätig und arbeitete in leitender Funktion in verschiedenen Organisationen wie der National Audubon Society, dem Center for American Progress sowie der von Al Gore gegründeten Alliance for Climate Protection.
Browner war als scharfe Kritikerin der Umweltpolitik von Präsident George W. Bush bekannt und bezeichnete dessen Regierung als the worst environmental administration ever (auf Deutsch sinngemäß: die schlechteste Regierung aller Zeiten für die Umwelt). Hinzu kommt, dass Browner ein Mitglied der Commission for a Sustainable World Society (Kommission für eine nachhaltige Weltgemeinschaft) der Sozialistischen Internationale war.
Seit 2007 ist Browner in dritter Ehe mit Thomas Downey, einem ehemaligen Kongress-Abgeordneten aus dem Staat New York, verheiratet.
Im Dezember 2008 wurde Browner vom 44. US-Präsidenten Barack Obama als Leiterin seines persönlichen Beraterstabes für Klima und Energie nominiert. Gemeinsam mit der Nominierung des ebenfalls als Klimaschützer bekannten Physik-Nobelpreis-Trägers Steven Chu als Energieminister im Kabinett Obama wurde dies als Zeichen einer möglichen Wende in der US-amerikanischen Energiepolitik unter der Präsidentschaft Obamas gewertet.
Am 24. Januar 2011 wurde bekannt, dass Browner die Administration in Kürze verlassen würde. Ab April 2011 nahm sie ihre Tätigkeit als Berater in der Privatwirtschaft und als Funktionärin in verschiedenen Verbänden wieder auf.